# Torre Nervi

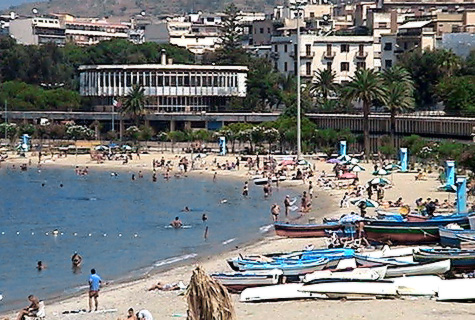
Lido Comunale von Reggio Calabria. Im Hintergrund der Torre Nervi

Der Torre Nervi ist ein modernes Gebäude aus den 1970er-Jahren in Reggio Calabria in der italienischen Region Kalabrien. Es liegt an der Piazza Indipendenza und am Lido Comunale (dt.: Städtischer Strand). Dort sind heute ein Restaurant und eine Diskothek untergebracht.

## Geschichte und Beschreibung
Das Gebäude, das in den 1970er-Jahren der Bauingenieur Pier Luigi Nervi projektierte, wurde Ende der 1970er-Jahre fertiggestellt und eingeweiht. Es ersetzte die alte Rotonde am Meer, die vorher abgerissen worden war.
Das Bauwerk hat einen polygonalen Grundriss und drei Vollgeschosse. Es hat ein tragendes Skelett aus Stahlbeton, und seine Fassaden sind aus Glas und weiß lackiertem Metall, das den weichen Linien des Gebäudes folgt und die natürliche Belichtung der Innenräume ermöglicht. Das Gebäude ist sowohl vom Stadtstrand aus als auch über eine Passage von der Strandpromenade der Stadt aus zu erreichen.
Nachdem der Torre Nervi etwa 20 Jahre lang dem Verfall preisgegeben war, wurde er kürzlich erneut in Betrieb genommen. Dort sind jetzt künstlerisch-kulturelle Initiativen untergebracht, darunter einige in Zusammenarbeit mit der Accademia di Belle Arti di Reggio Calabria (dt.: Akademie der Schönen Künste). In den Sommermonaten werden dort eine Bar und ein Restaurant für die Badegäste betrieben, die den benachbarten städtischen Strand bevölkern. Außerdem wurde das Gebäude ab 2007 umgebaut und beherbergt auch ein weiteres Restaurant und eine Diskothek.